# 德國外交部
外交部（德語發音：[ˈaʊ̯sˌvɛʁtɪɡəs ˈamt] ⓘ）掌管德國外交政策以及与歐洲联盟的關係。現任外交部長為约翰·瓦德富尔。
外交部位於柏林米特區韦尔德市场廣場。

## 歷史
德國外交部在1870年成立，當時負責北德意志邦聯的外交政策，1871年起則負責德意志帝國的外交政策。外交部最初是由國務秘書擔任首長（不稱部長），而德國總理則保有外交事務的責任。一開始在奧托·馮·俾斯麥的領導之下，外交部分為政治及經濟、法律及領事事務兩大部門。在1890年俾斯麥下台後，外交部增設殖民地事務部門，形成後來1907年成立的帝國殖民事務部（Reichskolonialamt）。一戰時期，外交部必須應付威廉二世的個人外交政策。

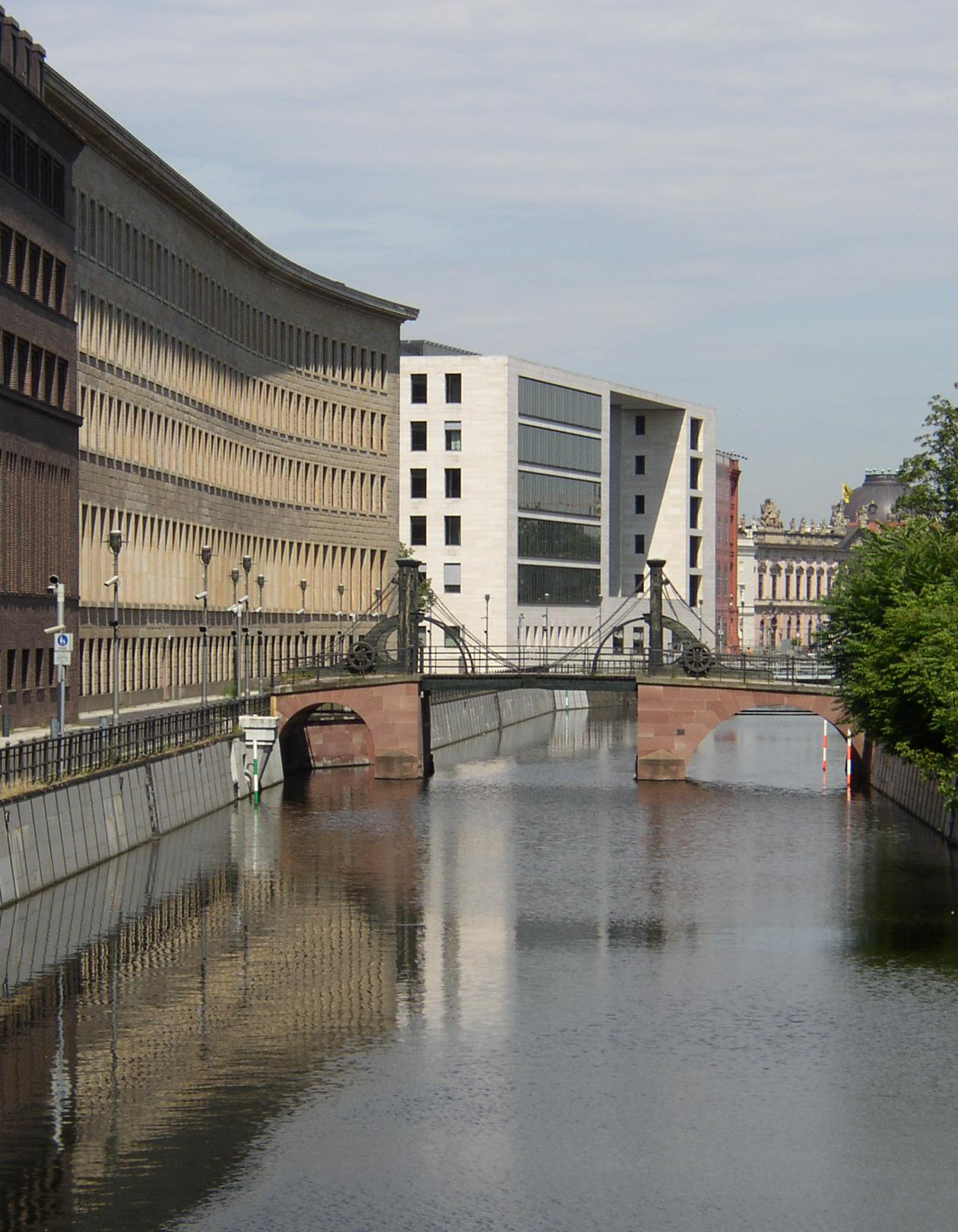
位於施普雷河河畔的外交部

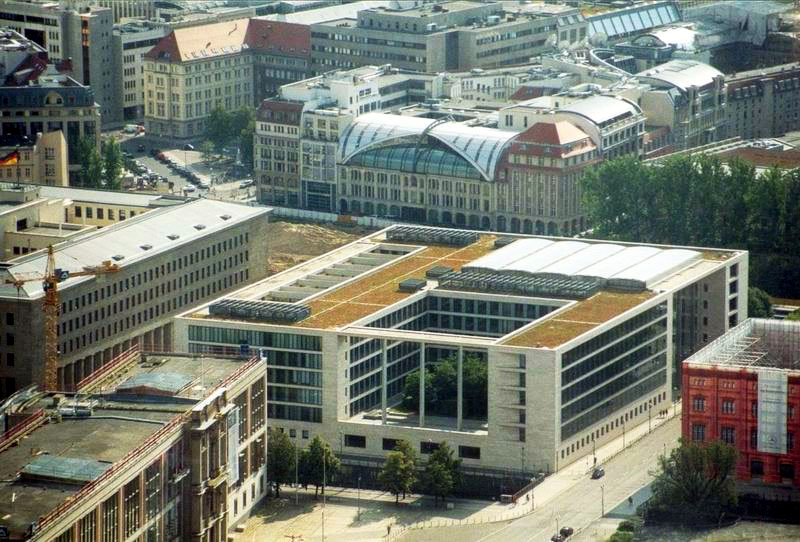
外交部柏林本部（中左）

1919年，外交部進行重組並建立起現代化架構。此時外交部最高首長由外交部長出任，但基於傳統，外交部並未改名（Auswärtiges Amt，英文直譯為Foreign Office）。威瑪共和時期最為知名的外交部長為古斯塔夫·施特雷澤曼。他致力於與法蘭西第三共和國的和解，並與阿里斯蒂德·白里安共同獲得1926年諾貝爾和平獎。1932年，康斯坦丁·馮·紐賴特就任外交部長，在希特勒成為總理後繼續掌管外交部，但面臨納粹政治人物如阿爾弗雷德·羅森堡和約阿希姆·馮·里賓特洛甫等人的激烈競爭。里賓特洛甫在1938年成為外交部長。
1949年，Georg Dertinger 就任東德首任外交部長，但西德外交部卻因盟軍佔領，直到1951年3月15日才得以重建。總理康拉德·阿登納在波昂兼任首任外交部長。2000年，外交部總部遷至柏林德意志帝國銀行暨德國統一社會黨（前東德執政黨）舊址，而原來的波昂辦公室則成為第二辦公室。

## 部長及領導架構
德國外交部在聯邦外交部長之下尚設有國務部長和國務秘書（國務部長）兩種職位，國務部長為政務官，負責輔佐外交部長執行公務，主要承擔政治機能。國務秘書則是外交部層級最高的事務官，代表外長管理部務，除了專門領域之業務外，德國駐海外使領館亦由國務秘書管理，每日例行主持的各司司長會議也由國務秘書主持，探討全球局勢。
德國外交部高層設有如下部門：
- 管理幕僚司（Leitungsstab）：為外交部長直屬機關，下轄三個科處：
  - 部長室（Ministerbüro）：替外交部長提供業務援助，以利職務遂行[1]。
  - 國會暨內閣處（Parlaments- und Kabinettsreferat）：維繫外交部對德國聯邦議院和德國內閣間的關係，除籌備內閣會議行前工作外，亦包括議院黨團聯絡工作、聯邦議院外交事务委员会（德语：Auswärtiger Ausschuss）、欧盟事务委员会（德语：Ausschuss für die Angelegenheiten der Europäischen Union）和參議院外交歐盟委員會會議及備詢工作等[1]。
  - 新聞處（Pressereferat）：掌握德國內外新聞消息，也是各類媒體及輿論洽詢外交事務時所接觸的第一線窗口。外交部發言人亦負責在聯邦記者會上代表外交部發言[1]。
- 政策規劃幕僚司（Planungsstab）：1963年成立，負責分析德國外交中期及長期之發展，籌備外交政策及策略，與德國內外的學術機構、基金會、政治諮詢（英语：Political consulting）機構密切接洽，外交部贊助的研究機構製作報告之後，亦由政規幕僚司監督[1]。

## 外部連結
- 外交部 （页面存档备份，存于）（英文）